# Speckkarspitze
La Speckkarspitze est un sommet des Alpes, à 2 621 m d'altitude, dans le massif des Karwendel, et précisément du chaînon de Gleirsch-Halltal, en Autriche (Tyrol).

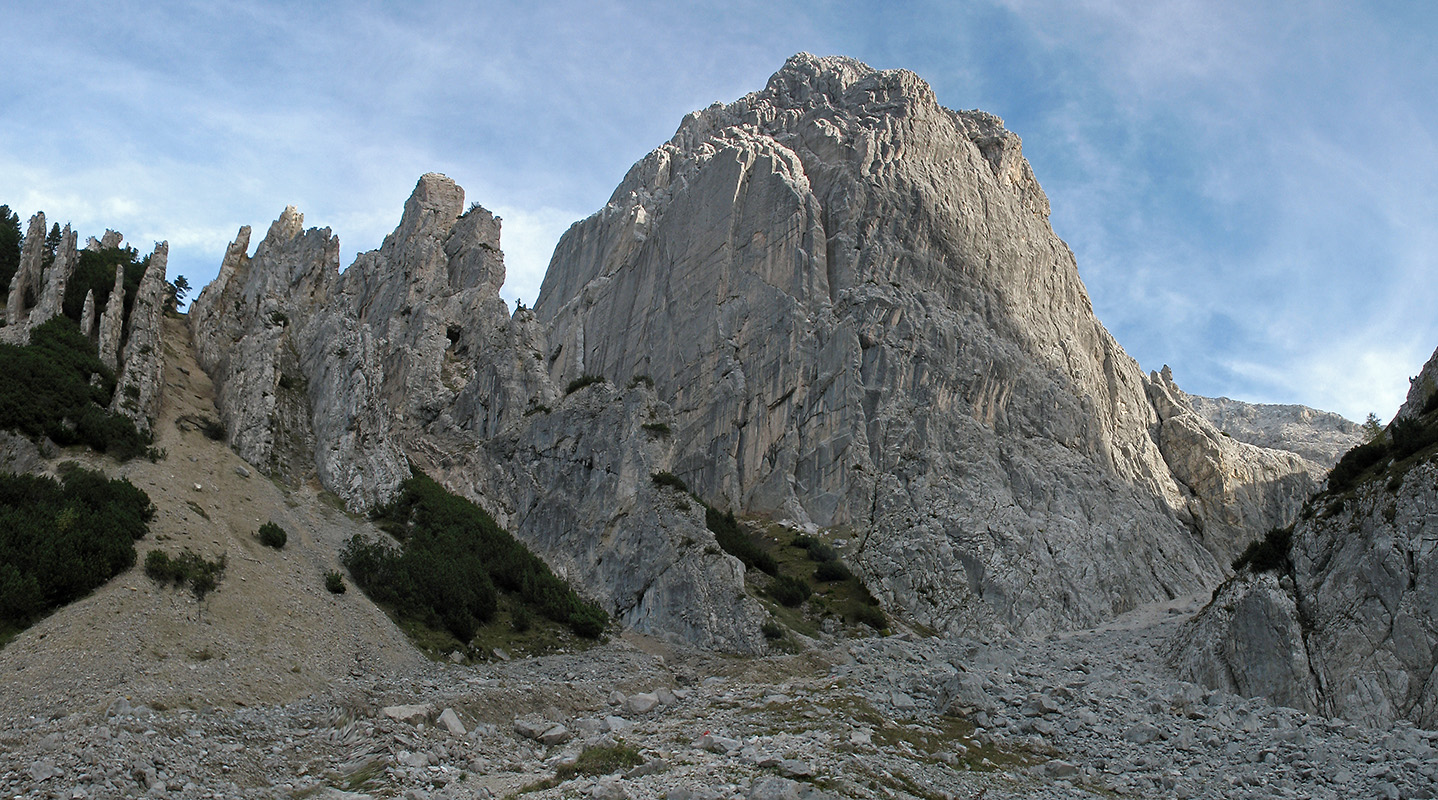
Formations rocheuses.